# The Good Shepherd (2006)
The Good Shepherd is een Amerikaanse speelfilm uit 2006. Het was de tweede film die Robert De Niro zelf regisseerde na A Bronx Tale uit 1993. Hij speelt ook een rol in de film en is tevens een van de producenten, naast onder andere Francis Ford Coppola. The Good Shepherd won de Zilveren Beer op het Filmfestival van Berlijn in de categorie 'artistieke prestatie' en werd genomineerd voor een Academy Award voor de Art Direction.

## Verhaal
Edward Wilson is de CIA-verantwoordelijke voor de invasie in de Varkensbaai. Wanneer de invasie mislukt, ontdekt de CIA dat er iemand informatie heeft laten lekken. Wie het lek is, weet men niet. Via flashbacks herontdekt hij zijn eigen leven en geschiedenis, en uiteindelijk ook wie het lek is.
Wilson maakte als kind de zelfmoord van z'n vader mee. Als twintiger was hij een talentvolle student en werd hij voor het eerst door FBI-agent Sam Murach gebruikt voor een spionageopdracht. Later kreeg hij een zoon en trouwde hij met Clover. Hij werd een workaholic en raakte ver verwijderd van z'n eigen gezin. Hij heeft nauwelijks een band met z'n eigen zoon en voor z'n vrouw Clover is hij eerder een vreemde dan haar echtgenoot. In de jaren 60 werd hij de verantwoordelijke voor de invasie in de Varkensbaai.

## Rolverdeling
- Matt Damon - Edward Wilson
- Robert De Niro - Bill Sullivan
- Angelina Jolie - Clover Wilson
- Joe Pesci - Joseph Palmi
- Alec Baldwin - Sam Murach
- Lee Pace - Richard Hayes
- John Turturro - Ray Brocco
- William Hurt - Philip Allen
- Eddie Redmayne - Edward Wilson Jr.
- Tammy Blanchard - Laura
- Billy Crudup - Arch Cummings
- Keir Dullea - Senator John Russell, Sr.
- Michael Gambon - Dr. Fredericks
- Martina Gedeck - Hanna Schiller
- Gabriel Macht - John Russell, Jr.